# Marc Bernal Casas
Marc Bernal Casas (Berga, 26 de maig de 2007) és un futbolista català que juga com a migcampista defensiu al FC Barcelona.

## Carrera de club
Nascut a Berga, Bernal es va formar al CE Berga i el Gimnàstic Manresa, i amb 6 anys es va traslladar a La Masia on va anar ascendint a través de les seves categories juvenils. El 23 de juny de 2023 va signar el seu primer contracte professional amb el FC Barcelona fins al 2026. Va fer el seu debut com a sènior i professional amb l'Barcelona Atlètic en una derrota per 1-0 a la Primera Federació davant la UD Logroñés el 27 d'agost de 2023. Va marcar els seus primers gols professional amb el Barça Atlètic en una victòria per 3-1 contra el Sestao River el 22 d'octubre de 2023.
Va debutar en partit oficial amb el primer equip del Barça el 17 d'agost de 2024, al jugar de titular en la primera jornada de lliga contra el València CF a l'estadi de Mestalla. Més tard aquell mes, el 27 d'agost, va patir una ruptura del lligament creuat anterior (LCA) al genoll esquerre en una victòria per 2-1 fora de casa contra el Rayo Vallecano.

## Internacional
Bernal va ser convocat a un campus d'entrenament de la selecció espanyola sub-16| l'octubre de 2022. L'agost de 2023, va ser convocat per entrenar amb la selecció espanyola sub-18. Va ser convocat amb la selecció espanyola sub-17 per la Copa del Món Sub-17 de la FIFA 2023.
També va ser convocat per la selecció espanyola de sub-17 al Campionat d'Europa sub-17 de la UEFA 2024.

## Palmarès

### FC Barcelona
- 1 Supercopa d'Espanya: 2025
- 1 Copa del Rei: 2024–25
- 1 Lliga espanyola: 2024-25